# مرد کاغذی (فیلم ۱۹۷۱)
«مرد کاغذی» (انگلیسی: Paper Man (1971 film)) فیلمی در ژانر علمی–تخیلی است که در سال ۱۹۷۱ منتشر شد. از بازیگران آن می‌توان به دین استاکول، استفانی پاورز، و جیمز استیسی اشاره کرد.